# Jack Darragh
John Proctor „Jack“ Darragh (* 4. Dezember 1890 in Ottawa, Ontario; † 25. Juni 1924 ebenda) war ein kanadischer Eishockeyspieler. Zwischen 1910 und 1924 spielte er in der National Hockey Association sowie ab 1917 in der National Hockey League für die Ottawa Senators auf der Position des rechten Flügelstürmers. In seiner 13 Spielzeiten dauernden Karriere gewann er vier Mal mit den Senators den Stanley Cup. 1924 starb Darragh im Alter von 33 Jahren an einer Peritonitis. 1962 wurde er in die Hockey Hall of Fame aufgenommen.

## Karriere

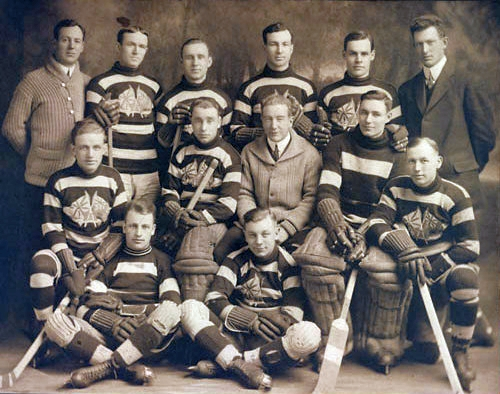
Jack Darragh (hintere Reihe, 2. v.l.) auf einem Mannschaftsfoto der Ottawa Senators aus der NHA-Saison 1914/15.

In seiner Jugendzeit spielte Jack Darragh für die Ottawa Stewartons in einer Juniorenliga der kanadischen Provinz Ontario. Am 27. November 1910 unterschrieb er als vertragsloser Spieler einen Kontrakt bei den Ottawa Senators aus der National Hockey Association (NHA). Gleich in seiner ersten NHA-Saison gewann er mit seinem neuen Team den Stanley Cup. Darragh absolvierte in dieser Spielzeit 16 Partien, dabei gelangen ihm 18 Tore.

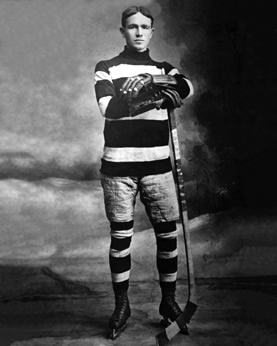
Darragh im Trikot der Ottawa Senators

In den folgenden vier Jahren erreichten die Ottawa Senators nur noch ein Mal eine Stanley-Cup-Finalrunde; 1915 war man dort nach drei Spielen den Vancouver Millionaires aus der Pacific Coast Hockey Association (PCHA) in einer im Best-of-Five-Modus ausgetragenen Serie deutlich unterlagen. Nach der Auflösung der NHA und der Gründung der National Hockey League (NHL) 1917/18 gewann Jack Darragh mit den Ottawa Senators in der NHL-Saison 1919/20 seinen zweiten Stanley Cup, nachdem die Mannschaft im Stanley-Cup-Finale die Seattle Metropolitans aus der Pacific Coast Hockey Association (PCHA) bezwang. Für die Senators war es der insgesamt achte Gewinn dieser Trophäe; für Jack Darragh persönlich war diese Saison mit 36 Scorerpunkten in 23 absolvierten Spielen in der regulären Saison zugleich seine erfolgreichste.
Die Senators konnten in der Spielzeit darauf ihren Stanley-Cup-Erfolg wiederholen, nachdem das Team im Finale gegen den PCHA-Herausforderer Vancouver Millionaires gewann. Das fünfte und entscheidende Spiel dieser Serie gewann Ottawa mit 2:1, Darragh erzielte dabei beide Tore der Senators. Nach dieser Saison setzte der Kanadier für ein Jahr mit dem Eishockey aus, die Senators verloren in dieser Spielzeit das NHL-Finale gegen die Toronto St. Patricks.
Darragh kehrte zur NHL-Saison 1922/23 zu den Ottawa Senators zurück. Die Senators beendeten die reguläre Saison auf dem ersten Tabellenplatz und trafen im Stanley-Cup-Finale auf die Edmonton Eskimos aus der Western Canada Hockey League (WCHL). Ottawa gewann die Best-of-Three-Serie mit 2:0-Siegen. Nach seinem vierten Stanley-Cup-Erfolg absolvierte der Linksschütze noch eine weitere Saison in der National Hockey League, in der er nicht mehr an seine gewohnten Leistungen anknüpfen konnte.
Nach dieser Spielzeit beendete der Flügelstürmer seine Karriere. In seiner 13 Spielzeiten dauernden Karriere als Profi gewann er vier Mal mit den Ottawa Senators den Stanley Cup, darüber hinaus lief er von 1916 bis 1919 als Mannschaftskapitän der Senators auf. Darragh galt als sehr guter Schlittschuhläufer, der über eine gute Stockbeherrschung und einen guten Rückhandschuss verfügte. Darüber hinaus war er einer der zur damaligen Zeit wenigen Spieler, die als Linksschütze als rechter Flügelstürmer eingesetzt wurden. In einer Zeit, als das Eishockey sehr erbittert und brutal gespielt wurde, hatte er zudem den Ruf als friedliebender Spieler.
Wenige Monate nach seinem Karriereende 1924 verstarb Jack Darragh im Alter von 33 Jahren an einer Peritonitis, hervorgerufen durch einen Blinddarmdurchbruch. 1962 wurde er posthum in die Hockey Hall of Fame aufgenommen.

## Erfolge und Auszeichnungen
- 1911 Stanley-Cup-Gewinn mit den Ottawa Senators
- 1920 Stanley-Cup-Gewinn mit den Ottawa Senators
- 1921 Stanley-Cup-Gewinn mit den Ottawa Senators
- 1923 Stanley-Cup-Gewinn mit den Ottawa Senators
- 1962 Aufnahme in die Hockey Hall of Fame (posthum)